# Nicolas Tiangaye
Nicolas Tiangaye (Bocaranga, 13 settembre 1956) è un politico centrafricano.
È stato Primo ministro della Repubblica Centrafricana dal gennaio 2013 al gennaio 2014.